# Galaxauraceae
Galaxauraceae, porodica crvenih algi u redu Nemaliales. Postoji pedesetak (58) vrsta u četiri roda, od čega 25 vrsta pripada rodu Galaxaura.

## Rodovi
1. Actinotrichia Decaisne  5
2. Dichotomaria Lamarck  20
3. Galaxaura J.V.Lamouroux  25
4. Tricleocarpa Huisman & Borowitzka  8